# Knema glaucescens
Knema glaucescens är en tvåhjärtbladig växtart som beskrevs av William Jack. Knema glaucescens ingår i släktet Knema och familjen Myristicaceae. Inga underarter finns listade i Catalogue of Life.